# Требижани
Требижани (словен. Trebižani, итал. Trevisani) су насељено место у општини Комен, Обално-крашка регија, Словенија.

## Историја
До територијалне реорганизације у Словенији били су у саставу старе општине Сежана.

## Становништво
У попису становништва из 2011. године, Требижани су имали 12 становника.
| Број становника према пописима | Број становника према пописима | Број становника према пописима |
| ------------------------------ | ------------------------------ | ------------------------------ |
| 1991                           | 2002                           | 2011                           |
| 12                             | 14                             | 12                             |